# Atenàgores de Milet
Atenàgores de Milet (en llatí Athenagoras, en grec antic Άθηναγόρας) fou un general grec, en actiu al segles IV i III aC.
Ptolemeu I Sòter el va enviar al front d'algunes tropes mercenàries, en ajut de Rodes, que era atacada per Demetri Poliorcetes l'any 305 aC i va dirigir també a les forces ròdies que resistien. Demetri va tractar de subornar-lo però es va negar a acceptar i encara va fer presoner a un oficial rodi de nom Alexandre, que estava secretament al servei de Demetri, segons diu Diodor de Sicília.